# Milkowo (Kraj Kamczacki)
Milkowo (ros. Мильково) – wieś w Rosji, w Kraju Kamczackim, ośrodek administracyjny rejonu milkowskiego. W 2010 liczyła 8251 mieszkańców.